# Harry Hinton
Harry Hinton (Birmingham, 31 de julio de 1909 – Belmore, 9 de mayo de 1978) fue un piloto australiano, que compitió en el Campeonato del Mundo de Motociclismo, desde 1949 hasta 1951.

## Biografía
Nacido en Inglaterra, antes de la Primera Guerra Mundial su familia se trasladaría a Sídney en Australia. Comenzó a competir en 1929, incluso después de perder un ojo en un accidente automovilístico en 1931. Al final de la Segunda Guerra Mundial abrió un concesionario de motocicletas de Norton y continuó compitiendo en Australia. En 1949, también comenzó a participar en algunas carreras del recién nacido Campeonato del Mundo de Motociclismo..
Después de acabar gravemente herido en un accidente en el TT Isla de Man de 1951 dejó Europa, aunque continuó corriendo en Australia consiguiendo numerosas victorias, en particular en el Circuito de Bathurst. Hilnton murió en 1978 en Belmore, suburbio de Sídney.
Dus dos hijos, Harry Jr y Eric también fueron pilotos.

## Resultados en el Campeonato del Mundo
Sistema de puntuación en 1949:
| Posición | 1.º | 2.º | 3.º | 4.º | 5.º | Vuelta rápida |
| Puntos   | 10  | 8   | 7   | 6   | 5   | 1             |

Sistema de puntuación desde 1950 hasta 1968:
| Posición | 1.º | 2.º | 3.º | 4.º | 5.º | 6.º |
| Puntos   | 8   | 6   | 4   | 3   | 2   | 1   |

Hasta 1955 se contaban los 5 mejores resultados.

### Carreras por año
(Carreras en negrita indica pole position, carreras en cursiva indica vuelta rápida)
| Año  | Cat.  | Moto   | 1      | 2      | 3       | 4       | 5       | 6     | 7     | 8     | Pts. | Pos. |
| ---- | ----- | ------ | ------ | ------ | ------- | ------- | ------- | ----- | ----- | ----- | ---- | ---- |
| 1949 | 350cc | Norton | IOM 15 | SUI -  | NED 10  | BEL -   | ULS 7   |       |       |       | 0    | –    |
| 1949 | 500cc | Norton | IOM 9  | SUI -  | NED 8   | BEL 16  | ULS -   | NAT - |       |       | 0    | –    |
| 1950 | 350cc | Norton | IOM 10 | BEL 11 | NED 6   | SUI 7   | ULS 3   | NAT 3 |       |       | 9    | 6.º  |
| 1950 | 500cc | Norton | IOM 10 | BEL 6  | NED 3   | SUI Ret | ULS Ret | NAT - |       |       | 5    | 9.º  |
| 1951 | 350cc | Norton | ESP -  | SUI -  | IOM Ret | BEL -   | NED -   | FRA - | ULS - | NAT - | 0    | -    |